# Балега Юрій Юрійович
Юрій Юрійович Балега (нар. 8 січня 1953, с. Кольчино, Мукачівський район, Закарпатська область) — російський астрофізик українського походження, доктор фізико-математичних наук (1995), член-кореспондент РАН (1997), академік РАН (2016), лауреат Державної премії СРСР (1991) та Державної премії України (2003) у галузі науки і техніки.

## Життєпис
Ю. Балега навчався у Ужгородській середній школі № 1, а в 1974 році закінчив Ужгородський державний університет за спеціальністю «Астрофізика».
1974–1975 роки працював на підприємстві «Ужгородприлад».
1975–1991 роки — науковий співробітник, 1991–1993 роки — завідувач лабораторії методів астрономії високого розділення Спеціальної астрофізичної обсерваторії (САО) АН СРСР (тепер — Науково-дослідний інститут РАН), 1993–2015 роки — директор САО РАН, у 2015 році — переведений на посаду наукового співробітника.
1985 року Захистив дисертацію на здобуття вченого ступеня кандидата фізико-математичних наук.
Лауреат Державної премії СРСР (1991) за цикл робіт, присвячених дослідженню гранично слабких астрономічних об'єктів на Великому телескопі азимутальному (ВТА) САО АН СРСР.
1996 року захистив дисертацію на здобуття наукового ступеня доктора фізико-математичних наук.
Лауреат Державна премія України в галузі науки і техніки (2003).
З 2014 року є головою науково-координаційної ради при Федеральному агентстві наукових організацій Росії.

## Наукова діяльність
Основні сфери наукової діяльності:
- розроблення та впровадження методів високого просторового розділення для вивчення подвійних і кратних зоряних систем;
- розроблення нових методів реєстрації та оброблення астрономічних зображень у видимому та інфрачервоному діапазонах;
- фізичні процеси в регіонах зореутворення;
- походження та еволюція кратних зоряних систем;
- будова та кінематика газопилових оболонок зір на кінцевих стадіях їхньої еволюції;
- розробка нових методів реєстрації та оброблення астрономічних зображень у видимому та інфрачервоному діапазонах;
- фізика зоряних атмосфер;
- застосування методів спекл-інтерферометрії в астрономічних спостереженнях.

Ю. Балега запровадив використання методу спекл-інтерферометрії для спостережних програм на 6-метровому телескопі Спеціальної астрофізичної обсерваторії РАН.
Разом із французькими та німецькими астрономами він одержав на телескопі низку унікальних результатів щодо структури протяжності атмосфер зірок-надгігантів, кінематики газових оболонок зірок на останніх стадіях еволюції, головних фізичних параметрів подвійних та кратних зоряних систем. Розробляє нові засоби реєстрації зображень.

## Наукові праці
Автор понад 300 наукових праць у галузі астрофізики, серед яких:
- Спекл-интерферометрия некоторых ярких звезд на 6-метровом телескопе // ПАЖ. 1977. Т. З (співавт.);
- The angular diameter of Betelgeuse // Astronomy and Astrophysics Letters. 1982. Vol. 115 (співавт.);
- Цифровая спекл-интерферометрия 72 двойных звезд // ПАЖ. 1985. Т. 11 (співавт.);
- First diffraction-limited speckle masking observations of the Mira variable R Cas weth the 6 m SAO telescope // Astronomy and Astrophysics Letters. 1996. Vol. 316 (співавт.);
- Diffraction-limited 76 mas speckle masking observations of the core of NGC 1068 with the SAO 6 m telescope // Там само. 1998. Vol. 329 (співавт.);
- The dynamical evolution of the fragmented, bipolar dust shell around the carbon star IRC+10216 // Там само (співавт.).

## Нагороди
- Орден Пошани (2010)[4].
- Державна премія України в галузі науки і техніки (2003) — за цикл робіт «Розробка теоретичних основ та унікальної спостережної бази в Голосієві та на Терсколі для досліджень Сонця та тіл Сонячної системи».

## Родина
Батько Балега Юрій Іванович (1928—2016) — український науковець, літературознавець, літературний критик, письменник, публіцист, педагог, громадський діяч. Кандидат філологічних наук. Доцент кафедри української літератури Ужгородського національного університету. Член Національної спілки письменників України.